# Fislisbach
Fislisbach (schweizerdeutsch: ˈfɪʓliʃˌpɑχ) ist eine Einwohnergemeinde im Schweizer Kanton Aargau. Sie gehört zum Bezirk Baden und liegt rund vier Kilometer südlich des Bezirkshauptorts.

## Geographie
Das Dorf liegt am Rande des Reusstals, etwa drei Kilometer östlich des Flusses. Das Dorfzentrum ist in eine Mulde zwischen den zwei bewaldeten Hügeln Hiltiberg (470 m ü. M.) und Buechberg (468 m ü. M.) eingebettet. Die Hügel bilden eine von Norden nach Süden verlaufende Moräne, die Ende der letzten Eiszeit beim Rückzug des Reussgletschers entstanden ist und ein schmales Seitental abgrenzt. Östlich dieses Tals, das von Dättwil bis nach Niederrohrdorf reicht, steigt das Gelände zum Oberhau (619 m ü. M.) an, einem Teil der Heitersberg-Kette. Die moderne Bebauung der letzten Jahrzehnte befindet sich in der flachen Ebene westlich der Moräne.
Die Fläche des Gemeindegebiets beträgt 505 Hektaren, davon sind 153 Hektaren bewaldet und 138 Hektaren überbaut. Der höchste Punkt liegt auf 619 Metern im Gebiet Oberhau, einem Teil der Heitersberg-Kette, der tiefste auf 408 Metern in der Ebene südwestlich des Dorfes. Nachbargemeinden sind Baden im Norden, Neuenhof und Oberrohrdorf im Osten, Niederrohrdorf und Mellingen im Süden sowie Birmenstorf im Nordwesten. Ausserdem grenzt Fislisbach im Westen an die Exklave Rütihof der Gemeinde Baden.

## Geschichte

Luftbild von 1920, aufgenommen aus 300 Metern Höhe von Walter Mittelholzer

Bei Ausgrabungen in den Jahren 1938 und 1949 kamen am Hiltiberg Gräber der Alamannen zum Vorschein. 1184 erfolgte die erste urkundliche Erwähnung von Vicelisbach, als Papst Lucius III. die Besitztümer des Klosters Engelberg bestätigte. Der Ortsname stammt vom althochdeutschen Fizilinesbah und bedeutet «Bach des Fizilin». 1228 und 1264 erwarb das Kloster Wettingen ebenfalls Grundbesitz. Ab 1276 teilten sich die beiden Klöster die niedere Gerichtsbarkeit, die Landesherrschaft und die Blutgerichtsbarkeit lagen bei den Habsburgern. Im 15. Jahrhundert gingen die Lehnsrechte an das Agnesspital in Baden über.
1415 eroberten die Eidgenossen den Aargau. Fislisbach war nun Teil des Amtes Birmenstorf in der Grafschaft Baden, einer gemeinen Herrschaft. 1522 verbreitete Pfarrer Urban Wyss, der mit Huldrych Zwingli befreundet war, die Reformation. Dies verursachte einen Tumult, der zu seiner Auslieferung durch die Tagsatzung an den Bischof von Konstanz führte. Das Ereignis gilt als einer der Auslöser der Zürcher Disputationen von 1523. Nach dem Zweiten Kappelerkrieg im Jahr 1531 wurde das Dorf rekatholisiert.
Im März 1798 nahmen die Franzosen die Schweiz ein und riefen die Helvetische Republik aus. Fislisbach war daraufhin eine Gemeinde im kurzlebigen Kanton Baden, seit 1803 gehört sie zum Kanton Aargau. Am 30. März 1848 zerstörte ein Grossbrand 31 Wohnhäuser. Bis Ende 1849 wurde das Dorfzentrum völlig neu aufgebaut und erhielt eine lockere Bebauung. Da die Gemeinde sich nur wenig an der Nationalbahn beteiligt hatte, erhielt sie 1877 keinen Bahnhof an der Bahnstrecke Zofingen–Wettingen. Die Nähe der Industriestadt Baden führte nach 1900 zu einem hohen Anteil der Erwerbstätigen im industriellen Sektor und zu grösseren Wachstumsschüben in den 1920er und 1960er Jahren.

## Sehenswürdigkeiten
Wegen des Dorfbrandes von 1848 ist kaum ältere Bausubstanz erhalten geblieben. Eine der wenigen Ausnahmen ist das Hotel «Linde» (ehemalige Zehntenscheune), das bis ins 18. Jahrhundert zurückreicht. Das Ortsmuseum zeigt eine Dauerausstellung über das Dorfleben und die Feuerwehr.

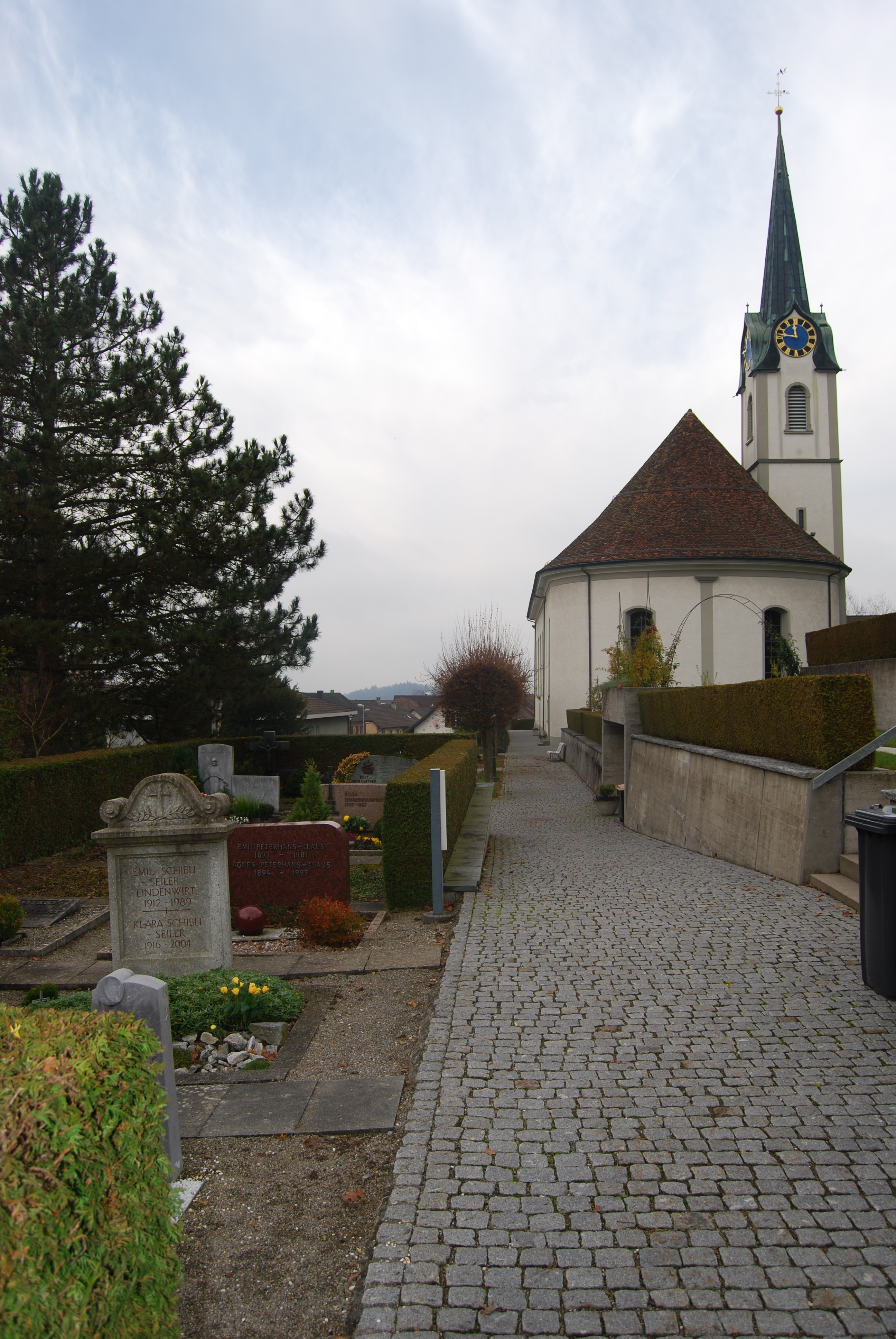
Pfarrkirche St. Agatha

Die erste urkundliche Erwähnung der Pfarrkirche St. Agatha stammt aus dem Jahr 1184. Das während Jahrhunderten bestehende Kirchengebäude wurde 1828 abgerissen. Daraufhin entstand ein klassizistischer Neubau nach den Plänen des Architekten Fidel Obrist, der im November 1829 fertiggestellt werden konnte. Die Kirche ist das einzige vollständig erhalten gebliebene Bauwerk aus der Zeit vor dem Dorfbrand. Am 13. Juni 1968 stellte der Bundesrat sie unter Denkmalschutz. 1969 folgte eine Innen-, 1989 eine Aussenrenovation.

## Wappen
Die Blasonierung des Gemeindewappens lautet: «In Blau getatztes weisses Doppelkreuz mit dreigespitztem Fuss.» Das 1925 eingeführte Wappen entspricht dem Siegelbild von Königin Agnes von Ungarn, der Stifterin des Spitals in Baden. Dieses hatte während Jahrhunderten das Patronat der Fislisbacher Pfarrkirche inne.

## Bevölkerung
Die Einwohnerzahlen entwickelten sich wie folgt:
| Jahr      | 1799 | 1850 | 1900 | 1930 | 1950 | 1960 | 1970 | 1980 | 1990 | 2000 | 2010 | 2020 |
| Einwohner | 342  | 685  | 676  | 1261 | 1334 | 1774 | 3370 | 3860 | 4491 | 4975 | 5257 | 5578 |

Am 31. Dezember 2023 lebten 6090 Menschen in Fislisbach, der Ausländeranteil betrug 28,4 %. Bei der Volkszählung 2015 bezeichneten sich 44,7 % als römisch-katholisch und 19,5 % als reformiert; 35,8 % waren konfessionslos oder gehörten anderen Glaubensrichtungen an. 86,9 % gaben bei der Volkszählung 2000 Deutsch als ihre Hauptsprache an, 2,8 % Italienisch, 1,6 % Serbokroatisch, 1,3 % Albanisch, 1,2 % Englisch und 1,0 % Türkisch.

## Politik und Recht
Die Versammlung der Stimmberechtigten, die Gemeindeversammlung, übt die Legislativgewalt aus. Ausführende Behörde ist der fünfköpfige Gemeinderat. Er wird im Majorzverfahren vom Volk gewählt, seine Amtsdauer beträgt vier Jahre. Der Gemeinderat führt und repräsentiert die Gemeinde. Dazu vollzieht er die Beschlüsse der Gemeindeversammlung und die Aufgaben, die ihm vom Kanton zugeteilt wurden. Für Rechtsstreitigkeiten ist in erster Instanz das Bezirksgericht Baden zuständig. Fislisbach gehört zum Friedensrichterkreis V (Mellingen).
Von April 2003 bis Dezember 2015 war Fislisbach Partnergemeinde von Le Chambon-sur-Lignon in Frankreich. Diese Partnerschaft wurde aufgrund von fehlendem Interesse der Einwohner aufgelöst.

## Wirtschaft

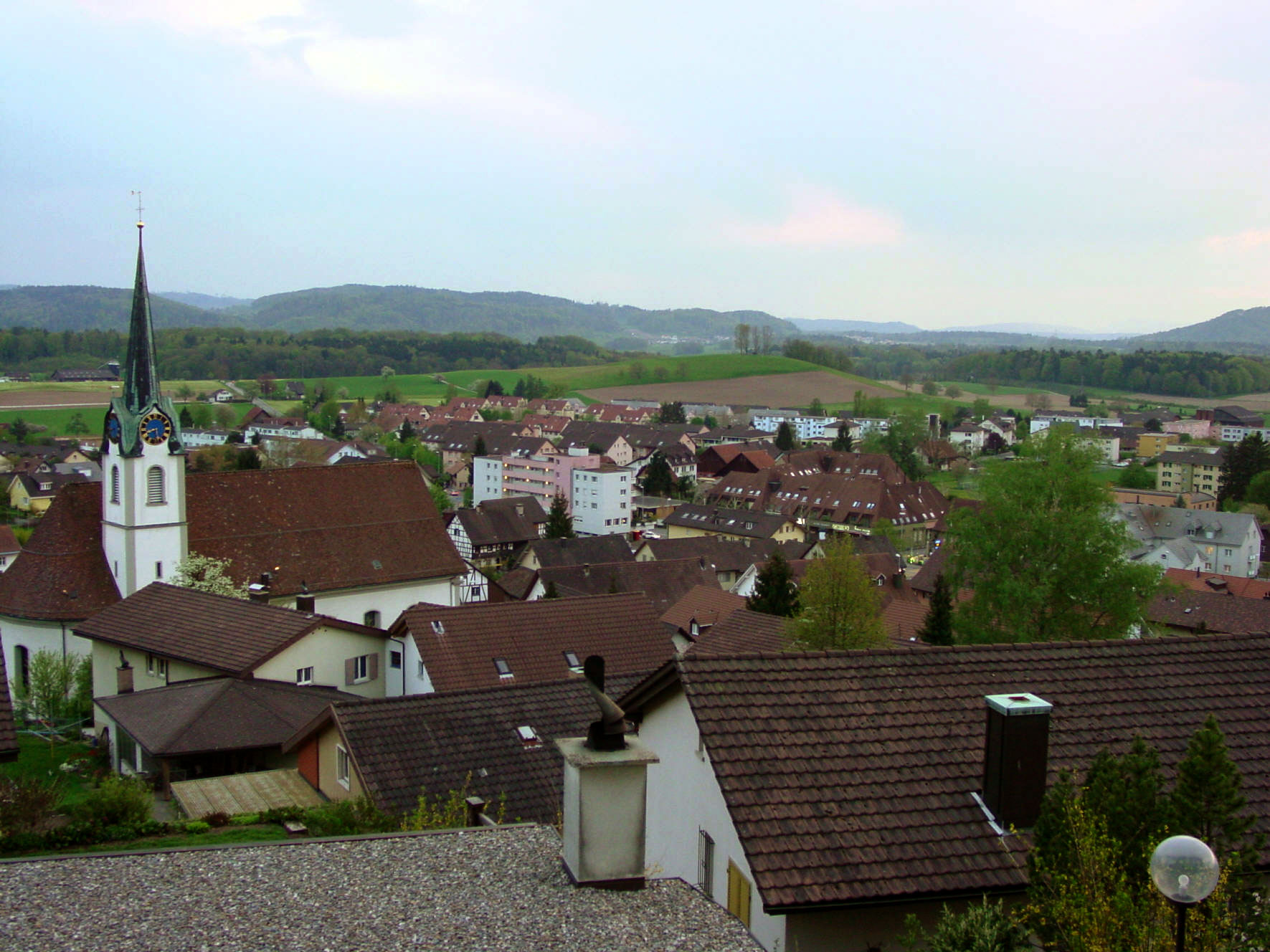
Fislisbach vom Buechberg aus

In Fislisbach gibt es gemäss der im Jahr 2015 erhobenen Statistik der Unternehmensstruktur (STATENT) rund 1250 Arbeitsplätze, davon 1 % in der Landwirtschaft, 24 % in der Industrie und 75 % im Dienstleistungsbereich. Ein grosser Teil der Bewohner arbeitet in Fislisbach. Ein wesentlicher Teil pendelt in den Kanton Zürich, ins Limmattal, nach Baden, Brugg/Windisch und Aarau.

## Verkehr
Fislisbach liegt an der Kantonsstrasse 268 zwischen Baden und Mägenwil. Von dieser zweigen die Kantonsstrasse 281 nach Bremgarten und die Kantonsstrasse 282 zum Mutschellen ab. Der Autobahnanschluss Baden-West der Autobahn A1 liegt knapp drei Kilometer nördlich des Dorfzentrums. In Fislisbach verzweigen sich verschiedene Postautolinien, die vom Bahnhof Baden aus nach Berikon-Widen, Bremgarten, Mägenwil und Mellingen führen. Eine weitere Linie führt von Berikon-Widen via Oberrohrdorf und Fislisbach bis zum Kantonsspital Baden. Etwa anderthalb Kilometer südwestlich des Dorfes, nahe dem Westportal des Heitersbergtunnels, steht der Bahnhof Mellingen Heitersberg der S-Bahn Zürich. Von dort aus führt eine weitere Postautolinie über Oberrohrdorf und Fislisbach zum Kantonsspital Baden. Das Gemeindegebiet wird auch durch die RVBW-Haltestelle Sommerhalde erschlossen, an der die Linien 6 (Rütihof–Untersiggenthal) und 7 (Birmenstorf–Baden) halten. An Wochenenden verkehren Nachtbusse von Baden über Fislisbach nach Bremgarten bzw. Berikon-Widen.

## Bildung
Die Gemeinde besitzt ein Schulzentrum mit mehrere Kindergärten sowie der Primarschule. Alle Oberstufenschüler (Bezirksschule, Sekundarschule und Realschule) besuchen die Schule in Mellingen. Die nächstgelegenen Gymnasien sind die Kantonsschule Baden und die Kantonsschule Wettingen.

## Persönlichkeiten
- Bernarda Heimgartner (1822–1863), Mitbegründerin des Ordens Schwestern vom Heiligen Kreuz in Menzingen
- Josef Heimgartner (1868–1939), Kirchenmaler und Gemälderestaurator
- Christophe Keckeis (1945–2020), ehemaliger Chef der Schweizer Armee